# Oswald Szemerényi
Oswald John Louis Szemerényi (Pronunciación en húngaro: /ˈsɛmɛreːɲi/; Londres, 7 de septiembre de 1913 – Friburgo, 29 de diciembre de 1996) fue un indoeuropeísta húngaro especializado en lingüística comparativa. Formuló la conocida como ley de Szemerényi, por la que en protoindoeuropeo las consonantes -s y las laringales detrás de resonante a final de palabra desaparecen, con alargamiento compensatorio de la vocal anterior, como en PIE */ph₂térs/ ‘padre’ > *ph₂tḗr (griego antiguo πατήρ, sánscrito pitā́).

## Biografía
Estudió en Hungría, en la Eötvös Loránd University, así como en las universidades de  Heidelberg y Berlin. Fue un seguidor del lingüista húngaro Gyula Laziczius. En 1942 fue nombrado profesor de Griego en la Universidad de Budapest. En 1944 se doctoró con una tesis sobre la unidad del baltoeslavo, y en 1947 fue nombrado profesor de lingüística indoeuropea comparativa también en Budapest. Regresó a Inglaterra en 1948, donde trabajó en el Bedford College hasta 1960. Fue profesor de lingüística en la Universidad de Friburgo entre 1965 y 1981. Fundó el Círculo Lingüístico de Friburgo, influido por el Círculo de Budenz, liderado por Josef Budenz, el fundador de los estudios del idioma fino-ugro.